# サキシマイチビ

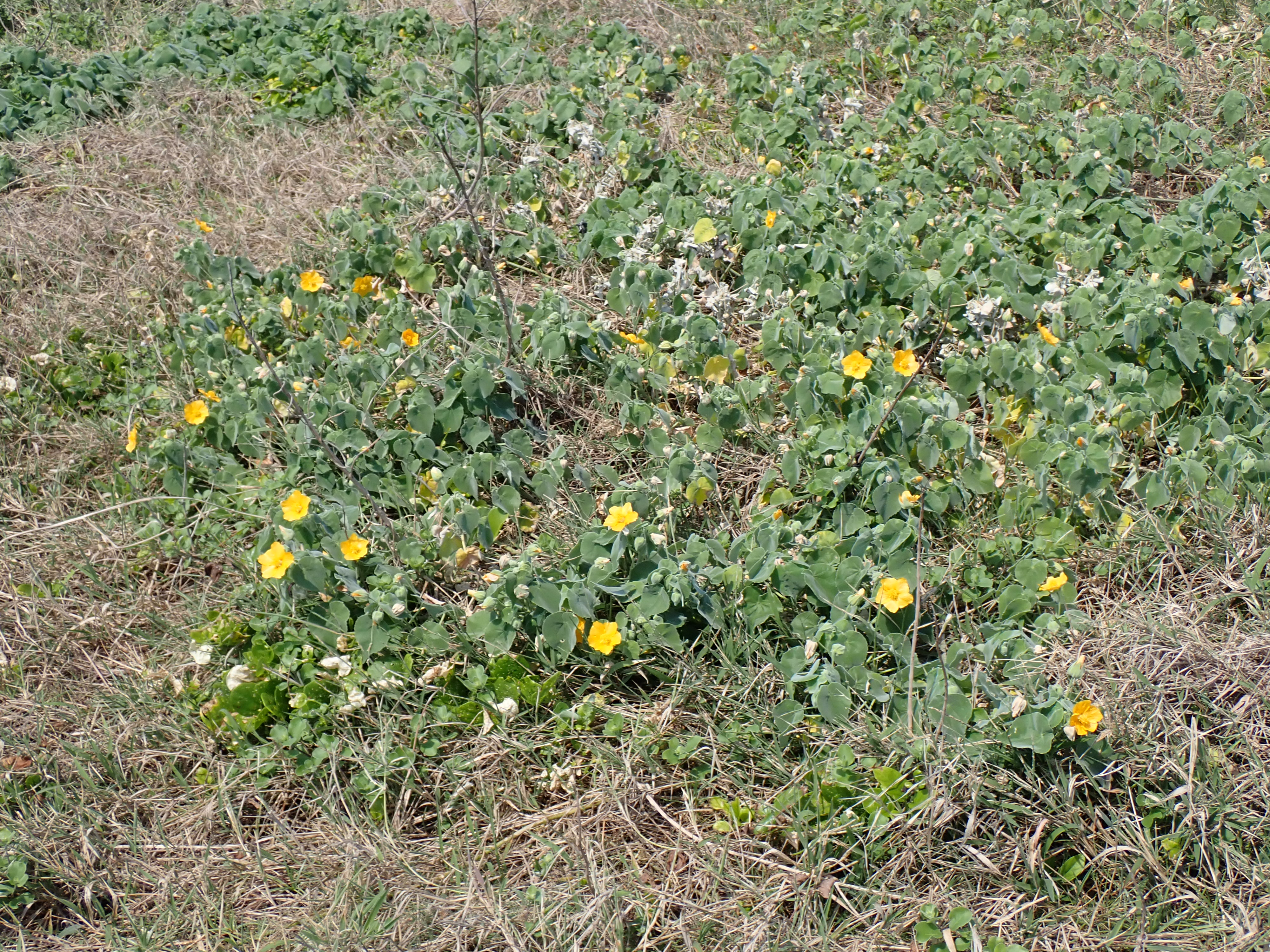
海岸に群生するサキシマイチビ（2025年3月 沖縄県与那国町）

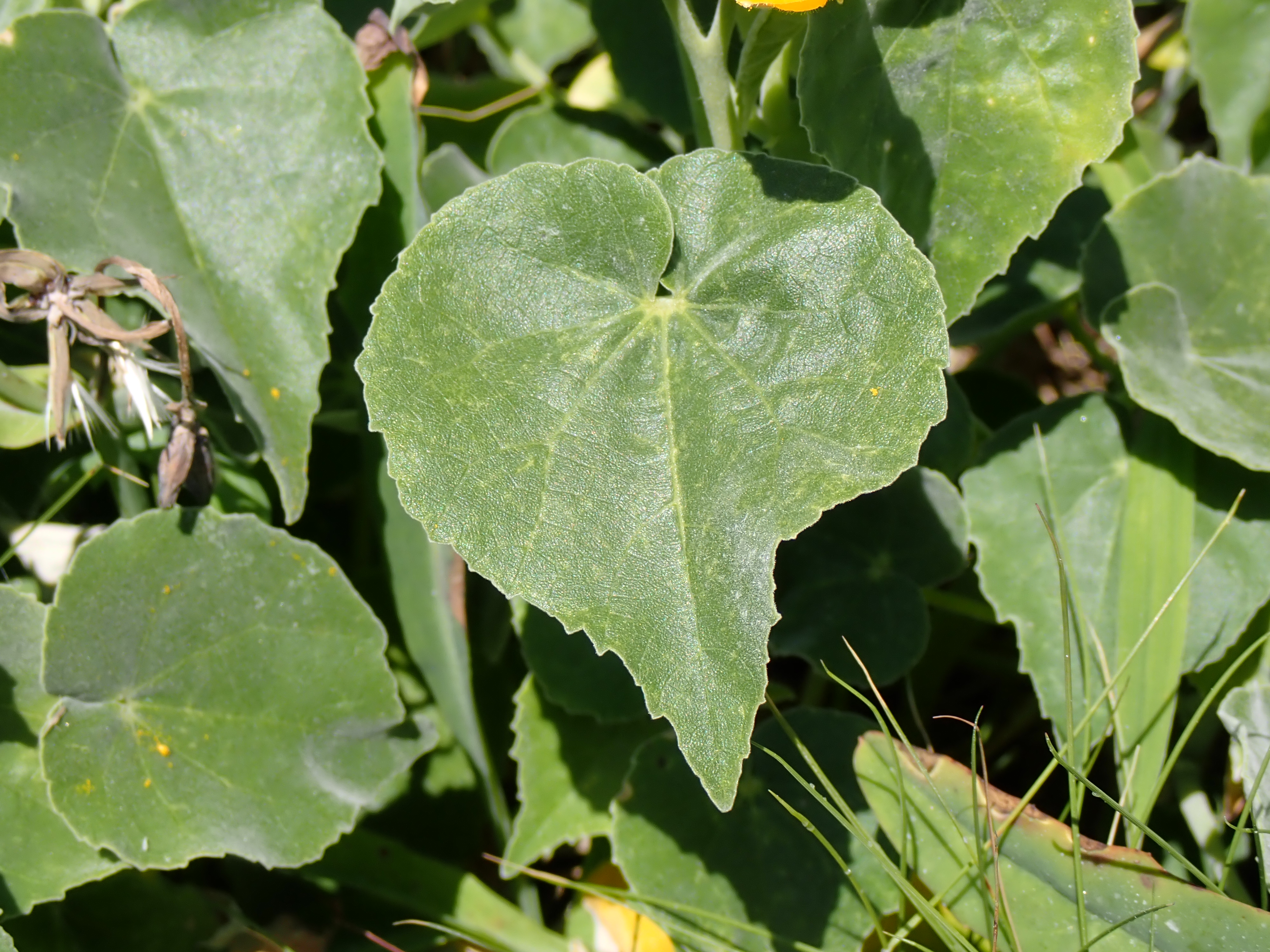
葉先は尖り、葉脈部は凹まない（2025年3月 沖縄県与那国町）

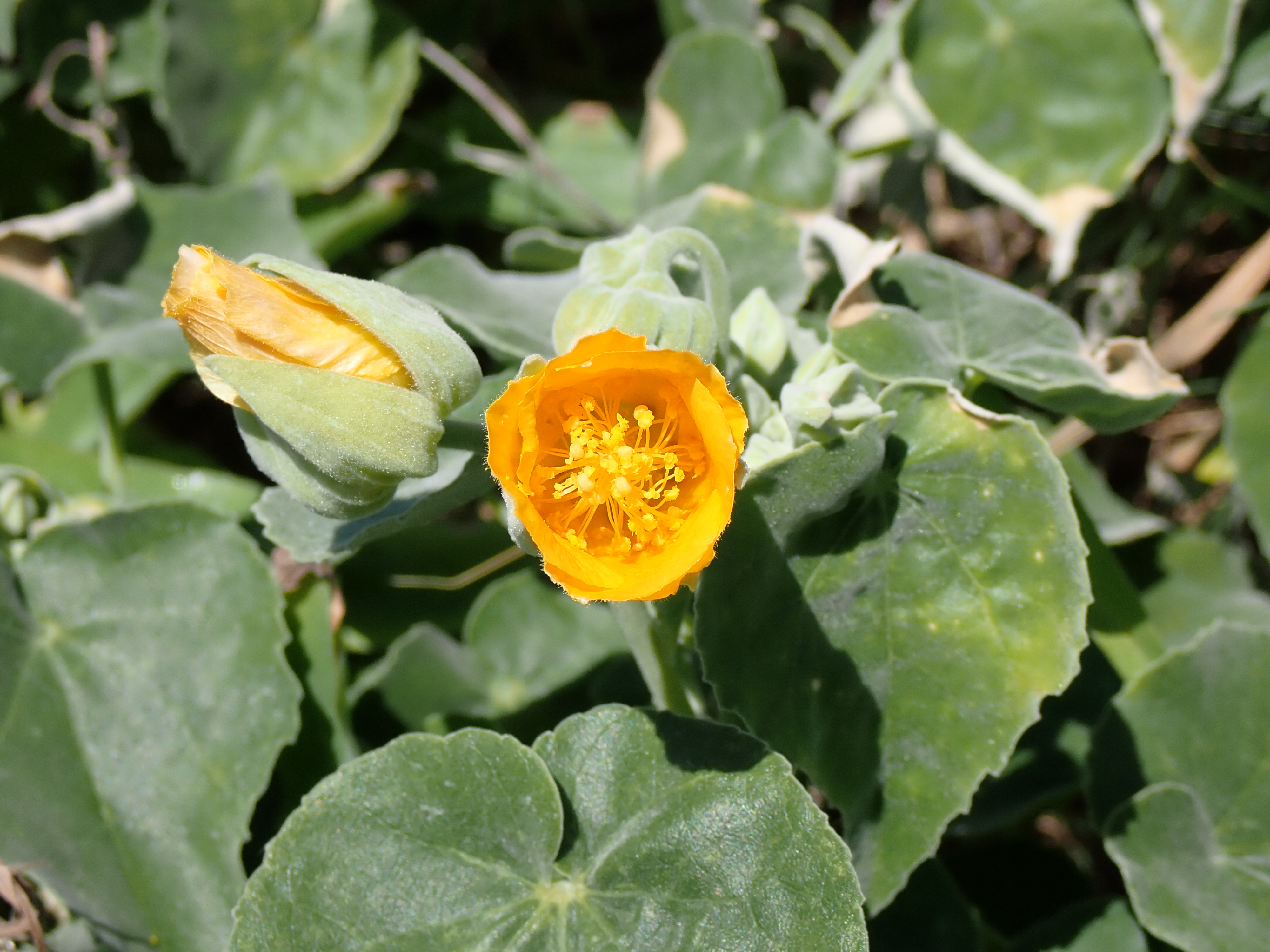
開花中のサキシマイチビと長い萼裂片（2025年3月 沖縄県与那国町）

サキシマイチビ（学名：Abutilon indicum subsp. albescens）はアオイ科イチビ属の多年生草本。タカサゴイチビの亜種。

## 特徴
茎の基部は木化する。葉先は尖り、葉表面の葉脈は凹まず、星状毛が細かく密生する。萼は分果とほぼ同じ長さで、萼裂片の長さは5–10 mm。花は黄色で春に咲く。分果の突起は不明瞭。

## 近縁種との識別
サキシマイチビは、萼裂片が5–10 mmと長い点で基準亜種タカサゴイチビA. indicum subsp. indicum（萼裂片3–4 mmと短い）と、葉先が尖り葉表の葉脈が凹まない点で亜種タイワンイチビA. indicum subsp. guineense（葉先が鈍頭で葉脈が凹む）とそれぞれ識別可能とされる。

## 分布
沖縄県宮古諸島・八重山諸島、台湾（蘭嶼）、フィリピン、インドネシア、ニューギニア、オーストラリア、メラネシアに分布。